# Клаудіу Петріла
Клаудіу Петріла (рум. Claudiu Petrila, нар. 7 листопада 2000, Синніколау-Ромин) — румунський футболіст, півзахисник клубу «ЧФР Клуж».
Виступав, зокрема, за клуб «ЧФР Клуж», а також молодіжну збірну Румунії.
Триразовий чемпіон Румунії.

## Клубна кар'єра
Народився 7 листопада 2000 року в місті Синніколау-Ромин. Вихованець юнацьких команд футбольних клубів «Біхорул Орадя» та «ЧФР Клуж».
У дорослому футболі дебютував 2018 року виступами за команду «ЧФР Клуж», у якій провів два сезони, взявши участь у 26 матчах чемпіонату. 
Протягом 2020—2021 років захищав кольори клубу «Сепсі ОСК».
До складу клубу «ЧФР Клуж» повернувся 2021 року. Станом на 19 липня 2022 року відіграв за команду з Клужа 32 матчі в національному чемпіонаті.

## Виступи за збірні
У 2018 році дебютував у складі юнацької збірної Румунії (U-19), загалом на юнацькому рівні взяв участь у 5 іграх, відзначившись 2 забитими голами.
З 2020 року залучався до складу молодіжної збірної Румунії. На молодіжному рівні зіграв у 3 офіційних матчах.

## Статистика виступів

### Статистика клубних виступів
| Сезон             | Команда           | Чемпіонат         | Чемпіонат | Чемпіонат | Національний кубок | Національний кубок | Національний кубок | Континентальні кубки | Континентальні кубки | Континентальні кубки | Інші змагання | Інші змагання | Інші змагання | Усього | Усього | Усього |
| Сезон             | Команда           | Ліга              | Ігор      | Голів     | Ліга               | Ігор               | Голів              | Ліга                 | Ігор                 | Голів                | Ліга          | Ігор          | Голів         | Ігор   | Голів  |        |
| ----------------- | ----------------- | ----------------- | --------- | --------- | ------------------ | ------------------ | ------------------ | -------------------- | -------------------- | -------------------- | ------------- | ------------- | ------------- | ------ | ------ | ------ |
| 2018–19           | «ЧФР Клуж»        | ЧР                | 5         | 0         | КР                 | 1                  | 0                  |                      | -                    | -                    |               | -             | -             | 6      | 0      |        |
| 2019–20           | «ЧФР Клуж»        | ЧР                | 15        | 0         | КР                 | 1                  | 0                  | ЛЧ                   | 0                    | 0                    | СкР           | 1             | 0             | 17     | 0      |        |
| 2020–21           | «ЧФР Клуж»        | ЧР                | 4         | 1         | КР                 | 0                  | 0                  | ЛЧ                   | 0                    | 0                    |               | -             | -             | 4      | 1      |        |
| Усього за кар'єру | Усього за кар'єру | Усього за кар'єру | 24        | 1         |                    | 2                  | 0                  |                      | 0                    | 0                    |               | 1             | 0             | 27     | 1      |        |

## Титули і досягнення
- Чемпіон Румунії (3):

«ЧФР Клуж»: 2018-2019, 2019-2020, 2021-2022